# 鞍馬電気鉄道

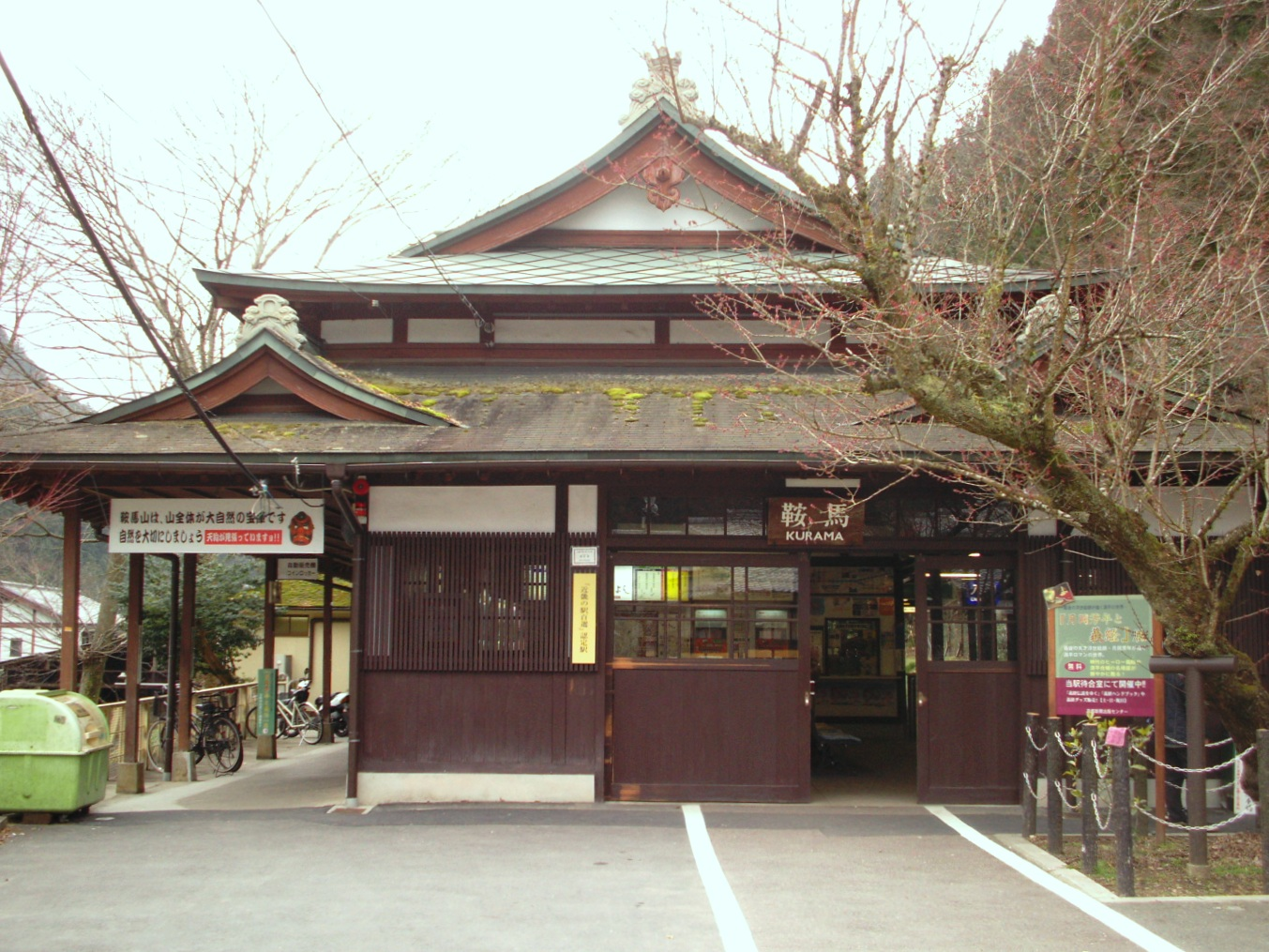
鞍馬駅：現在も外観はほぼ開業時の姿をとどめている

鞍馬電気鉄道株式会社（くらまでんきてつどう）は、現京都市左京区の山端（現：宝ケ池）から鞍馬への鉄道路線（現：叡山電鉄鞍馬線）を運営していた鉄道会社。

## 概要
1927年（昭和2年）12月1日に京都電燈と京阪電気鉄道の合弁会社として設立され、1928年（昭和3年）12月1日に営業を開始。1942年（昭和17年）8月1日に京都電燈の後身である京福電気鉄道に合併している。

## 歴史
- 1926年（大正15年）9月6日 免許（上京区（現在は北区）小山上総町－鞍馬村・上京区（現在は北区）紫竹初音町－上賀茂村、11マイル30チェーン、および鞍馬村地内30チェーン。動力および軌間は電気（索條）4呎8-1/2吋）[3][6]
- 1927年（昭和2年）12月1日[2][7] 京都電燈と京阪電気鉄道の合弁会社として設立[8]
- 1928年（昭和3年）12月1日 山端（現在の宝ケ池） - 市原間 (5.3km) が開業[9]、車両はデナ21形120番台の4両を所有
- 1929年（昭和4年）10月20日 市原 - 鞍馬仮間 (3.1km) が開業[10]、デナ21形2両を増備
- 1929年（昭和4年）12月20日 鞍馬仮 - 鞍馬間 (0.4km) が開業し全通 (8.8km)[11]、鞍馬仮駅廃止、京都電燈叡山電鉄線（現・叡山電鉄叡山本線）に山端駅から乗り入れ同線の出町柳駅まで直通運転を開始
- 1930年（昭和5年）2月 集電方式を架空単線式に変更
- 1930年（昭和5年） 洛北自動車株式会社（後の京都バスの洛北方面）を買収
  - 猛烈な乗客争奪合戦を繰り広げ、これが諸般の弊害を生じる結果となり、結局買収するに至った
- 1931年（昭和6年） （旧）京阪電気鉄道が全株式を京都電燈に譲渡、同社の傍系会社になる
- 1933年（昭和8年） 雲ケ畑バス株式会社（後の京都バスの雲ケ畑方面）を買収
  - 洛北自動車同様の経緯。これにて洛北を走る交通機関の調整を見るに至った
- 1939年（昭和14年）9月 二軒茶屋 - 市原間が単線化（不要不急線指定に基づくものではない）
- 1942年（昭和17年）3月2日 親会社の京都電燈が電力国家管理に伴い発送電事業を日本発送電、配電事業を関西電力の前身関西配電に譲渡して解散するのに伴い、鉄軌道部門を分離して京福電気鉄道を設立[12]
- 1942年（昭和17年）8月1日 京福電気鉄道に合併。鉄道路線は同社鞍馬線となる

## 路線
全通時
- 鞍馬線山端（現宝ケ池） - 鞍馬8.8km
- 駅数：9駅
  - 軌間：1435mm
  - 複線区間：宝ケ池 - 市原間
  - 電化区間：全線電化（直流600V、架空複線方式）
    - 市原変電所、常用水銀整流器（交流側485V直流側600V）直流側の出力500kW、製造所日立製作所、予備電動発電機（交流側3300V直流側600V）直流側の出力300kW、製造所GE[13]

  - 車庫：1（木野駅隣接）

## 輸送・収支実績
| 年度 | 乗客（人） | 営業収入（円） | 営業費（円） | 益金（円） | その他益金（円） | その他損金（円） | 支払利子（円） |
| ---- | ---------- | -------------- | ------------ | ---------- | ---------------- | ---------------- | -------------- |
| 1929 | 484,192    | 53,186         | 70,417       | ▲ 17,231   |                  | 自動車19,159     |                |
| 1930 | 595,651    | 85,041         | 84,483       | 558        |                  | 雑損7自動車542   | 35,400         |
| 1931 | 524,350    | 79,157         | 71,998       | 7,159      | 自動車4,584      | 雑損665          | 77,416         |
| 1932 | 483,872    | 75,668         | 56,358       | 19,310     | 自動車70         |                  | 86,583         |
| 1933 | 488,648    | 102,060        | 46,453       | 55,607     |                  | 自動車562        | 76,820         |
| 1934 | 498,077    | 103,577        | 43,105       | 60,472     | 自動車2,224      | 償却金681        | 69,939         |
| 1935 | 506,799    | 79,517         | 61,697       | 17,820     | 補助金29,373     | 償却金12,843     | 68,322         |
| 1936 | 551,928    | 81,179         | 45,396       | 35,783     | 東電補助金30,582 | 償却金650        | 68,159         |
| 1937 | 632,330    | 119,544        | 47,316       | 72,228     |                  | 償却金11,856     | 60,048         |
| 1939 | 840,466    | 160,273        | 55,717       | 104,556    |                  | 償却金41,912     | 62,644         |

- 鉄道統計資料、鉄道統計各年度版

## 車両
- デナ21形：接続する京都電燈と同系、6両を新造・所有

## 運行形態
ほとんどの列車が叡山線出町柳駅から直通運転していた。主に発電ブレーキを装備した自社の車両が鞍馬までの運転、発電ブレーキを装備しない京都電燈の車両が比較的平坦な二軒茶屋までの区間運転に用いられていたが、京都電燈所有のデナ21形も鞍馬まで乗り入れることがあった。

## バス事業
3路線、使用車両（常用2予備2）1934年4月20日にバス事業を鞍馬自動車に譲渡。

## その他
- 一般的には叡山線と別会社という認識は薄く、一体で「叡電」と呼ばれていた。
- 鞍馬電鉄の社紋であった羽うちわのマークは、現在も京都バスの社章として引き継がれている。